# ミステリー・ツアー (2004年の映画)
『ミステリー・ツアー』（原題：『CLUB DREAD』）は、2004年制作のアメリカ合衆国のホラー・コメディ映画。制作・主演・脚本は、コメディ映画を数多く手掛けているブロークン・リザードの5人が務めている。
日本では劇場未公開。

## ストーリー
歌手のココナッツ・ピートがオーナーを務める「クラブ・ドレッド」は、島を丸ごと利用した娯楽施設。ドラッグ、乱交なんでもありの無法地帯ぶりに惹かれた多くの若者が島へ遊びに訪れていた。
そんな中、クラブの従業員たちが何者かに次々に殺害されていく。 しかも通信機器が破壊され、ボートも隠され、ピートたちは島から出られなくなった。
この島のジャングルには殺人鬼が潜んでいるという伝説があるが、これは客を楽しませる余興用の作り話であり、犯人はその話を利用して殺人を犯していると考えられた。
発見された遺体の様子や犯人が残したと思われるメッセージの内容から、かつてピートが発表した楽曲の歌詞に見立てて犯行が行われている可能性が指摘される。これが決定打となり、従業員の中に犯人がいるのではないかとの疑惑がピートらの間に広まっていった。

## 出演
| 役名               | 俳優                         | 日本語吹替 |
| ------------------ | ---------------------------- | ---------- |
| ココナッツ・ピート | ビル・パクストン             | 内田直哉   |
| パットマン         | ジェイ・チャンドラセカール   | 樫井笙人   |
| ラーズ             | ケヴィン・ヘファーナン       | 真殿光昭   |
| ホアン             | スティーヴ・レミー           | 竹若拓磨   |
| デイヴ             | ポール・ソーター             | 高木渉     |
| サム               | エリック・ストルハンスク     | 檀臣幸     |
| ジェニー           | ブリタニー・ダニエル         | 渡辺美佐   |
| ペネロピー         | ジョーダン・ラッド           |            |
| ユゥ               | リンゼイ・プライス           |            |
| クリフ             | リチャード・ペレロ           |            |
| ロロ               | ダン・モンゴメリー・ジュニア | 多田野曜平 |
| ステイシー         | エレーナ・ライオンズ         | 柳沢真由美 |
| ケリー             | ターニャ・ライヘルト         |            |
| ハンク             | M・C・ゲイニー               | 宝亀克寿   |